# Ibrahima Koné (ur. 1999)
Ibrahima Koné (ur. 16 czerwca 1999 w Bamako) – malijski piłkarz grający na pozycji napastnika w hiszpańskim klubie UD Almería oraz reprezentacji Mali.

## Kariera
Ibrahima Koné pierwsze kroki w piłkarskiej karierze stawiał w juniorskich sekcjach Cercle Bamako. W 2018 wyjechał do Norwegii i rozpoczął karierę w FK Haugesund. W 2020 roku został wypożyczony do Adany Demirsporu, a w 2021 przeniósł się do Sarpsborga FF. W 2022 przeszedł do FC Lorient. Od 2023 roku jest graczem hiszpańskiego klubu UD Almería.
Zanim rozpoczął grę w seniorskiej reprezentacji występował w kadrach: U-20 i U-23. W dorosłej drużynie Mali zadebiutował 22 lipca 2017 w meczu z Gambią. W tym samym meczu zdobył hat tricka.